# FIDE Grand Prix 2008–10
A FIDE Grand Prix 2008–10 egy kiemelt erősségű sakkversenysorozat a Nemzetközi Sakkszövetség (FIDE) szervezésében, amely hat versenyből állt. A versenysorozat a 2012-es sakkvilágbajnokság kvalifikációs versenysorozatának egyik eleme, amelyről az első két helyezett szerezhetett kvalifikációt a világbajnokjelöltek versenyére, amelynek győztese mérkőzhetett meg a világbajnoki címért. A győzelmet az örmény Levon Aronján szerezte meg az azeri Tejmur Radzsabov előtt.

## Előzmények
A FIDE eredeti versenykiírása szerint a Grand Prix győztese a sakkvilágkupa győztesével mérkőzhetett volna meg a világbajnok kihívásának jogáért. Két versenyt követően, 2008. novemberben azonban a FIDE megváltoztatta a versenykiírást, és a győztesnek a világbajnokjelölti döntőn való közvetlen részvétele helyett a Grand Prix első két helyezettje kvalifikációt kapott a világbajnokjelöltek nyolcfős versenyére. Emiatt tiltakozásul Magnus Carlsen és Michael Adams visszalépett, és a helyszínt biztosító városok is sorra lemondták a rendezvényt. A visszalépő versenyzők helyett újakat hívtak meg, a helyszínekben is változás történt az eredeti menetrendhez képest.

## A versenysorozat
A versenysorozat hat versenyből állt, amelyek közül minden résztvevőnek négy versenyen kellett elindulnia. A versenysorozatra 21 versenyző kapott meghívást, közülük minden versenyen 14-en játszottak. A versenyek körmérkőzéses formában zajlottak.

### A versenyek helyszíne és időpontja
A versenyek helyszíne és időpontja a következő volt:
- 2008. április 19. – május 6. Baku, Azerbajdzsán
- 2008. július 30. – augusztus 15. Szocsi, Oroszország
- 2008. december 13–29. Eliszta, Oroszország (új helyszín Doha, Qatar helyett)[2]
- 2009. április 14–30. Nalcsik, Oroszország (új helyszín Montreux, Svájc helyett)
- 2009. augusztus 9–24. Jermuk, Örményország (új helyszín Eliszta, Oroszország helyett)[3][4]
- 2010. május 9–25. Asztrahány, Oroszország (új helyszín Karlovy Vary, Csehország helyett)[5][6]

### Az eredmények pontozása és a díjazás
A versenyeken elért helyezésekért előre meghatározott pontszám járt, és ezek összesített eredménye alapján hirdették ki a győztest és a helyezetteket. Holtverseny esetén a helyezéseknek megfelelő pontokat, illetve díjakat összeadták, és elosztották a holtversenyben végzettek számával. A négy versenyeredmény közül a legjobb hármat vették figyelembe. A versenysorozat végeredményét ennek figyelembe vételével a versenyeken összesen szerzett pontok adták. A versenysorozat végén az összesített eredmény alapján az első tíz helyezett még külön díjazásban részesült.
| H. | Versenydíj euró | Végeredmény díj euró | Grand Prix pontok |
| -- | --------------- | -------------------- | ----------------- |
| 1  | 30 000          | 75 000               | 170               |
| 2  | 22 500          | 50 000               | 150               |
| 3  | 20 000          | 40 000               | 130               |
| 4  | 15 000          | 30 000               | 110               |
| 5  | 12 500          | 25 000               | 100               |
| 6  | 11 000          | 20 000               | 90                |
| 7  | 10 000          | 18 000               | 80                |
| 8  | 8 500           | 16 000               | 70                |
| 9  | 7 500           | 14 000               | 60                |
| 10 | 6 000           | 12 000               | 50                |
| 11 | 5 500           | –                    | 40                |
| 12 | 5 000           | –                    | 30                |
| 13 | 4 500           | –                    | 20                |
| 14 | 4 000           | –                    | 10                |

## A résztvevők

### A kvalifikációt szerzett versenyzők
A Nemzetközi Sakkszövetség (FIDE) 2008. februárban nyilvánosságra hozta azoknak a versenyzőknek a névsorát, akik kvalifikációt szereztek a Grand Prix versenysorozatára.
| Versenyző             | Ország                    | Kvalifikáció                                                              |
| --------------------- | ------------------------- | ------------------------------------------------------------------------- |
| Visuvanádan Ánand     | India                     | 2008-as sakkvilágbajnokság döntősei                                       |
| Vlagyimir Kramnyik    | Oroszország               | 2008-as sakkvilágbajnokság döntősei                                       |
| Veszelin Topalov      | Bulgária                  | 2010-es sakkvilágbajnokság#A kihívó mérkőzés „kihívó mérkőzés” résztvevői |
| Gata Kamsky           | Amerikai Egyesült Államok | 2010-es sakkvilágbajnokság#A kihívó mérkőzés „kihívó mérkőzés” résztvevői |
| Alekszej Sirov        | Spanyolország             | 2007-es sakkvilágkupa elődöntősei                                         |
| Szergej Karjakin      | Oroszország               | 2007-es sakkvilágkupa elődöntősei                                         |
| Magnus Carlsen        | Norvégia                  | 2007-es sakkvilágkupa elődöntősei                                         |
| Vaszil Ivancsuk       | Ukrajna                   | Élő-pontszám alapján (2007. január–július közötti átlag)                  |
| Sahrijar Mamedjarov   | Azerbajdzsán              | Élő-pontszám alapján (2007. január–július közötti átlag)                  |
| Lékó Péter            | Magyarország              | Élő-pontszám alapján (2007. január–július közötti átlag)                  |
| Alekszandr Morozevics | Oroszország               | Élő-pontszám alapján (2007. január–július közötti átlag)                  |
| Levon Aronján         | Örményország              | Élő-pontszám alapján (2007. január–július közötti átlag)                  |
| Tejmur Radzsabov      | Azerbajdzsán              | Élő-pontszám alapján (2007. január–július közötti átlag)                  |
| Borisz Gelfand        | Izrael                    | Élő-pontszám alapján (2007. január–július közötti átlag)                  |
| Vugar Gashimov        | Azerbajdzsán (Baku)       | A rendező városok szabadkártyásai.                                        |
| Dmitrij Jakovenko     | Oroszország (Szocsi)      | A rendező városok szabadkártyásai.                                        |
| Mohamad Al-Modiahki   | Katar (Doha)              | A rendező városok szabadkártyásai.                                        |
| Yannick Pellettier    | Svájc (Montreaux)         | A rendező városok szabadkártyásai.                                        |
| Ernyeszto Inarkiev    | Oroszország (Eliszta)     | A rendező városok szabadkártyásai.                                        |
| David Navara          | Csehország (Karlovy Vary) | A rendező városok szabadkártyásai.                                        |

A kvalifikációt szerzett versenyzők közül Ánand, Kramnyik, Topalov, Sirov és Morozevics nem vettek részt a versenysorozaton. A négy tartalék között nevesített Polgár Judit ugyancsak bejelentette távolmaradását. Az egyetlen, aki közülük megindokolta, az Morozevics volt, aki szerint a versenysorozat túl hosszú, ormótlan és szervezetlen. Kramnyik és Topalov szerint a díjazás nem elégséges egy ilyen versenyhez.

### Az eredeti indulók
| Versenyző           | Ország        | Kvalifikáció                            |
| ------------------- | ------------- | --------------------------------------- |
| Visuvanádan Ánand   | India         | A 2008/2010-es világbajnoki ciklusból   |
| Magnus Carlsen      | Norvégia      | 2007-es sakkvilágkupa eredménye alapján |
| Szergej Karjakin    | Oroszország   | 2007-es sakkvilágkupa eredménye alapján |
| Sahrijar Mamedjarov | Azerbajdzsán  | Élő-pontszám alapján                    |
| Lékó Péter          | Magyarország  | Élő-pontszám alapján                    |
| Vaszil Ivancsuk     | Ukrajna       | Élő-pontszám alapján                    |
| Levon Aronján       | Örményország  | Élő-pontszám alapján                    |
| Borisz Gelfand      | Izrael        | Élő-pontszám alapján                    |
| Tejmur Radzsabov    | Azerbajdzsán  | Élő-pontszám alapján                    |
| Michael Adams       | Anglia        | Élő-pontszám alapján a tartalékok közül |
| Alekszandr Griscsuk | Oroszország   | Élő-pontszám alapján a tartalékok közül |
| Peter Szvidler      | Oroszország   | A FIDE-elnök szabadkártyájával          |
| Ivan Cseparinov     | Bulgária      | A FIDE-elnök szabadkártyájával          |
| Etienne Bacrot      | Franciaország | A FIDE-elnök szabadkártyájával          |
| Vang Jüe            | Kína          | A FIDE-elnök szabadkártyájával          |
| Vugar Gashimov      | Azerbajdzsán  | A rendező városok szabadkártyásai       |
| Dmitrij Jakovenko   | Oroszország   | A rendező városok szabadkártyásai       |
| Mohamad Al-Modiahki | Katar         | A rendező városok szabadkártyásai       |
| Yannick Pellettier  | Svájc         | A rendező városok szabadkártyásai       |
| Ernyeszto Inarkiev  | Oroszország   | A rendező városok szabadkártyásai       |
| David Navara        | Csehország    | A rendező városok szabadkártyásai       |

### Változások a résztvevőkben
A második fordulót követően az eredeti rendező városok közül Doha és Montreaux visszalépése miatt szabadkártyásaik, Pelletier és Al-Modiahki is elvesztették további versenyzési jogukat. Ugyanez érintette David Navarát is, aki a harmadik fordulót követően törlődött a versenyből Karlovy Vary visszalépése miatt. Carlsen és Adams a második fordulót követően visszalépett a versenytől a versenykiírás jelentős mértékű megváltoztatása miatt. Helyettük az Élő-pontszámuk alapján a versenysorozatba a 3. fordulótól meghívást kapott: Jevgenyij Alekszejev, Pavel Eljanov, Rusztam Kaszimdzsanov, valamint a rendező városnak újként jelentkező Jermuk szabadkártyásaként Vladimir Hakobján

## A versenyek eredményei

### Baku, 2008. április–május
Az első Grand Prix versenyre 2008. április 20. – május 5. között Azerbajdzsánban, Bakuban került sor. A verseny átlag Élő-pontértéke 2717 volt, amely XIX. kategóriának felelt meg. A végeredmény:
| H.    | Név                  | Ország                    | Élő-p. | Gas | Van | Car | Mam | Gri | Ada | Svi | Rad | Kam | Kar | Cse | Nav | Bac | Ina | Össz | GP pont |
| ----- | -------------------- | ------------------------- | ------ | --- | --- | --- | --- | --- | --- | --- | --- | --- | --- | --- | --- | --- | --- | ---- | ------- |
| 1–3   | Gashimov, Vugar      | Azerbajdzsán              | 2679   | *   | ½   | ½   | ½   | 1   | ½   | 1   | ½   | 1   | ½   | ½   | ½   | ½   | ½   | 8    | 153⅓    |
| 1–3   | Vang Jüe             | Kína                      | 2689   | ½   | *   | ½   | ½   | ½   | ½   | 1   | ½   | ½   | 1   | 1   | ½   | ½   | ½   | 8    | 153⅓    |
| 1–3   | Carlsen, Magnus      | Norvégia                  | 2765   | ½   | ½   | *   | 0   | ½   | 1   | ½   | 1   | ½   | ½   | ½   | ½   | 1   | 1   | 8    | 153⅓    |
| 4–5   | Mamedjarov, Sahrijar | Azerbajdzsán              | 2752   | ½   | ½   | 1   | *   | ½   | ½   | ½   | ½   | ½   | 1   | 0   | 1   | 1   | 0   | 7½   | 105     |
| 4–5   | Griscsuk, Alekszandr | Oroszország               | 2716   | 0   | ½   | ½   | ½   | *   | ½   | ½   | ½   | ½   | ½   | 1   | 1   | ½   | 1   | 7½   | 105     |
| 6–7   | Adams, Michael       | Anglia                    | 2729   | ½   | ½   | 0   | ½   | ½   | *   | 1   | ½   | 0   | 0   | 1   | 1   | ½   | ½   | 6½   | 85      |
| 6–7   | Szvidler, Peter      | Oroszország               | 2746   | 0   | 0   | ½   | ½   | ½   | 0   | *   | ½   | 1   | 1   | ½   | ½   | ½   | 1   | 6½   | 85      |
| 8–10  | Radzsabov, Tejmur    | Azerbajdzsán              | 2751   | ½   | ½   | 0   | ½   | ½   | ½   | ½   | *   | 1   | ½   | 0   | 0   | 1   | ½   | 6    | 60      |
| 8–10  | Kamsky, Gata         | Amerikai Egyesült Államok | 2726   | 0   | ½   | ½   | ½   | ½   | 1   | 0   | 0   | *   | ½   | ½   | ½   | ½   | 1   | 6    | 60      |
| 8–10  | Karjakin, Szergej    | Ukrajna                   | 2732   | ½   | 0   | ½   | 0   | ½   | 1   | 0   | ½   | ½   | *   | ½   | ½   | ½   | 1   | 6    | 60      |
| 11–12 | Cseparinov, Ivan     | Bulgária                  | 2696   | ½   | 0   | ½   | 1   | 0   | 0   | ½   | 1   | ½   | ½   | *   | 0   | 0   | 1   | 5½   | 35      |
| 11–12 | Navara, David        | Csehország                | 2672   | ½   | ½   | ½   | 0   | 0   | 0   | ½   | 1   | ½   | ½   | 1   | *   | ½   | 0   | 5½   | 35      |
| 13–14 | Bacrot, Etienne      | Franciaország             | 2705   | ½   | ½   | 0   | 0   | ½   | ½   | ½   | 0   | ½   | ½   | 1   | ½   | *   | 0   | 5    | 15      |
| 13–14 | Inarkijev, Ernyeszto | Oroszország               | 2684   | ½   | ½   | 0   | 1   | 0   | ½   | 0   | ½   | 0   | 0   | 0   | 1   | 1   | *   | 5    | 15      |

### Szocsi, 2008. július–augusztus
A Szocsiban rendezett GP versenyre 2008. július 31. – augusztus 4. között került sor. A verseny átlag Élő-pontértéke 2708 volt, amely XIX. kategóriának felelt meg. A végeredmény:
| H.    | Név                  | Ország                    | Élő-p. | Aro | Rad | Van | Kam | Szvi | Jak | Kar | Iva | Gas | Gri | Cse | Gel | Nav | AlM | Össz | GP pont |
| ----- | -------------------- | ------------------------- | ------ | --- | --- | --- | --- | ---- | --- | --- | --- | --- | --- | --- | --- | --- | --- | ---- | ------- |
| 1     | Aronján, Levon       | Örményország              | 2737   | *   | ½   | ½   | ½   | ½    | ½   | ½   | 0   | ½   | 1   | 1   | 1   | 1   | 1   | 8½   | 180     |
| 2     | Radzsabov, Tejmur    | Azerbajdzsán              | 2744   | ½   | *   | 0   | ½   | 0    | ½   | 1   | ½   | ½   | ½   | 1   | 1   | 1   | 1   | 8    | 150     |
| 3–4   | Vang Jüe             | Kína                      | 2704   | ½   | 1   | *   | ½   | ½    | ½   | ½   | ½   | ½   | ½   | ½   | 1   | ½   | ½   | 7½   | 120     |
| 3–4   | Kamsky, Gata         | Amerikai Egyesült Államok | 2723   | ½   | ½   | ½   | *   | ½    | ½   | ½   | 1   | ½   | ½   | 0   | ½   | 1   | 1   | 7½   | 120     |
| 5–7   | Szvidler, Peter      | Oroszország               | 2738   | ½   | 1   | ½   | ½   | *    | 1   | 0   | 0   | 1   | ½   | 0   | ½   | ½   | 1   | 7    | 90      |
| 5–7   | Jakovenko, Dmitrij   | Oroszország               | 2709   | ½   | ½   | ½   | ½   | 0    | *   | ½   | ½   | 1   | ½   | 1   | ½   | ½   | ½   | 7    | 90      |
| 5–7   | Karjakin, Szergej    | Ukrajna                   | 2727   | ½   | 0   | ½   | ½   | 1    | ½   | *   | ½   | ½   | 0   | 1   | ½   | ½   | 1   | 7    | 90      |
| 8–9   | Ivancsuk, Vaszil     | Ukrajna                   | 2781   | 1   | ½   | ½   | 0   | 1    | ½   | ½   | *   | ½   | ½   | ½   | 0   | ½   | ½   | 6½   | 65      |
| 8–9   | Gashimov, Vugar      | Azerbajdzsán              | 2717   | ½   | ½   | ½   | ½   | 0    | 0   | ½   | ½   | *   | ½   | ½   | ½   | 1   | 1   | 6½   | 65      |
| 10–11 | Griscsuk, Alekszandr | Oroszország               | 2728   | 0   | ½   | ½   | ½   | ½    | ½   | 1   | ½   | ½   | *   | 0   | ½   | ½   | ½   | 6    | 45      |
| 10–11 | Cseparinov, Ivan     | Bulgária                  | 2687   | 0   | 0   | ½   | 1   | 1    | 0   | 0   | ½   | ½   | 1   | *   | ½   | ½   | ½   | 6    | 45      |
| 12    | Gelfand, Borisz      | Izrael                    | 2720   | 0   | 0   | 0   | ½   | ½    | ½   | ½   | 1   | ½   | ½   | ½   | *   | ½   | ½   | 5½   | 30      |
| 13–14 | Navara, David        | Csehország                | 2646   | 0   | 0   | ½   | 0   | ½    | ½   | ½   | ½   | 0   | ½   | ½   | ½   | *   | 0   | 4    | 15      |
| 13–14 | Al-Modiahki, Mohamad | Katar                     | 2556   | 0   | 0   | ½   | 0   | 0    | ½   | 0   | ½   | 0   | ½   | ½   | ½   | 1   | *   | 4    | 15      |

### Eliszta, 2008. december
Az Elisztában rendezett GP versenyre 2008. december 14–28. között került sor. A verseny átlag Élő-pontértéke 2713 volt, amely XIX. kategóriának felelt meg. A végeredmény:
| H.    | Név                    | Ország        | Élő-p. | Rad | Jak | Gri | Gas | Lek | Bac | Mam | Van | Kas | Cse | Ale | Elj | Ako | Ina | Össz | GP pont |
| ----- | ---------------------- | ------------- | ------ | --- | --- | --- | --- | --- | --- | --- | --- | --- | --- | --- | --- | --- | --- | ---- | ------- |
| 1–3   | Radzsabov, Tejmur      | Azerbajdzsán  | 2751   | *   | ½   | ½   | ½   | ½   | 1   | ½   | ½   | 1   | ½   | 1   | 1   | ½   | 0   | 8    | 153⅓    |
| 1–3   | Jakovenko, Dmitrij     | Oroszország   | 2737   | ½   | *   | ½   | ½   | ½   | ½   | ½   | 1   | 1   | ½   | ½   | ½   | ½   | 1   | 8    | 153⅓    |
| 1–3   | Griscsuk, Alekszandr   | Oroszország   | 2719   | ½   | ½   | *   | 0   | 1   | ½   | ½   | 1   | ½   | ½   | 1   | 1   | ½   | ½   | 8    | 153⅓    |
| 4     | Gashimov, Vugar        | Azerbajdzsán  | 2703   | ½   | ½   | 1   | *   | 0   | ½   | 1   | ½   | ½   | ½   | ½   | 1   | ½   | ½   | 7½   | 110     |
| 5–9   | Lékó, Peter            | Magyarország  | 2747   | ½   | ½   | 0   | 1   | *   | 0   | ½   | ½   | ½   | 1   | ½   | ½   | ½   | ½   | 6½   | 80      |
| 5–9   | Bacrot, Etienne        | Franciaország | 2705   | 0   | ½   | ½   | ½   | 1   | *   | ½   | ½   | ½   | ½   | ½   | ½   | ½   | ½   | 6½   | 80      |
| 5–9   | Mamedjarov, Sahrijar   | Azerbajdzsán  | 2731   | ½   | ½   | ½   | 0   | ½   | ½   | *   | ½   | ½   | ½   | ½   | 1   | ½   | ½   | 6½   | 80      |
| 5–9   | Vang Jüe               | Kína          | 2736   | ½   | 0   | 0   | ½   | ½   | ½   | ½   | *   | ½   | 1   | ½   | 1   | ½   | ½   | 6½   | 80      |
| 5–9   | Kaszimdzsanov, Rusztam | Üzbegisztán   | 2672   | 0   | 0   | ½   | ½   | ½   | ½   | ½   | ½   | *   | 1   | 0   | ½   | 1   | 1   | 6½   | 80      |
| 10    | Cseparinov, Ivan       | Bulgária      | 2696   | ½   | ½   | ½   | ½   | 0   | ½   | ½   | 0   | 0   | *   | 1   | 0   | 1   | 1   | 6    | 50      |
| 11–12 | Alekszejev, Jevgenyij  | Oroszország   | 2715   | 0   | ½   | 0   | ½   | ½   | ½   | ½   | ½   | 1   | 0   | *   | 0   | 1   | ½   | 5½   | 35      |
| 11–12 | Eljanov, Pavel         | Ukrajna       | 2720   | 0   | ½   | 0   | 0   | ½   | ½   | 0   | 0   | ½   | 1   | 1   | *   | ½   | 1   | 5½   | 35      |
| 13–14 | Hakobján, Vladimir     | Örményország  | 2679   | ½   | ½   | ½   | ½   | ½   | ½   | ½   | ½   | 0   | 0   | 0   | ½   | *   | ½   | 5    | 15      |
| 13–14 | Inarkiev, Ernyeszto    | Oroszország   | 2669   | 1   | 0   | ½   | ½   | ½   | ½   | ½   | ½   | 0   | 0   | ½   | 0   | ½   | *   | 5    | 15      |

### Nalcsik, 2009. április
A Nalcsikban rendezett GP versenyre 2009. április 14–29. között került sor. A verseny átlag Élő-pontértéke 2725 volt, amely XX. kategóriának felelt meg. A végeredmény:
| H.    | Név                    | Ország                    | Élő-p. | Aro | Lek | Ako | Gri | Bac | Ale | Gel | Kam | Kar | Svi | Mam | Iva | Kas | Elj | Össz | GP pont |
| ----- | ---------------------- | ------------------------- | ------ | --- | --- | --- | --- | --- | --- | --- | --- | --- | --- | --- | --- | --- | --- | ---- | ------- |
| 1     | Aronján, Levon         | Örményország              | 2754   | *   | 1   | 1   | ½   | ½   | ½   | ½   | ½   | 0   | ½   | 1   | 1   | ½   | 1   | 8½   | 180     |
| 2–3   | Lékó, Péter            | Magyarország              | 2751   | 0   | *   | 1   | ½   | ½   | ½   | 1   | ½   | ½   | ½   | ½   | ½   | 1   | ½   | 7½   | 140     |
| 2–3   | Hakobján, Vladimir     | Örményország              | 2696   | 0   | 0   | *   | ½   | 1   | ½   | ½   | 1   | 1   | ½   | ½   | ½   | ½   | 1   | 7½   | 140     |
| 4–5   | Griscsuk, Alekszandr   | Oroszország               | 2748   | ½   | ½   | ½   | *   | 1   | 1   | 1   | 0   | ½   | ½   | 0   | 0   | 1   | ½   | 7    | 105     |
| 4–5   | Bacrot, Etienne        | Franciaország             | 2728   | ½   | ½   | 0   | 0   | *   | 1   | ½   | ½   | 1   | ½   | 1   | ½   | ½   | ½   | 7    | 105     |
| 6–7   | Alekszejev, Jevgenyij  | Oroszország               | 2716   | ½   | ½   | ½   | 0   | 0   | *   | ½   | ½   | 1   | ½   | ½   | ½   | ½   | 1   | 6½   | 85      |
| 6–7   | Gelfand, Borisz        | Izrael                    | 2733   | ½   | 0   | ½   | 0   | ½   | ½   | *   | ½   | 1   | ½   | 1   | ½   | 1   | 0   | 6½   | 85      |
| 8–11  | Kamsky, Gata           | Amerikai Egyesült Államok | 2720   | ½   | ½   | 0   | 1   | ½   | ½   | ½   | *   | 0   | 1   | ½   | ½   | ½   | 0   | 6    | 55      |
| 8–11  | Karjakin, Szergej      | Ukrajna                   | 2721   | 1   | ½   | 0   | ½   | 0   | 0   | 0   | 1   | *   | 1   | ½   | ½   | ½   | ½   | 6    | 55      |
| 8–11  | Szvidler, Peter        | Oroszország               | 2726   | ½   | ½   | ½   | ½   | ½   | ½   | ½   | 0   | 0   | *   | 0   | 1   | ½   | 1   | 6    | 55      |
| 8–11  | Mamedjarov, Sahrijar   | Azerbajdzsán              | 2725   | 0   | ½   | ½   | 1   | 0   | ½   | 0   | ½   | ½   | 1   | *   | ½   | ½   | ½   | 6    | 55      |
| 12–14 | Ivancsuk, Vaszil       | Ukrajna                   | 2746   | 0   | ½   | ½   | 1   | ½   | ½   | ½   | ½   | ½   | 0   | ½   | *   | 0   | ½   | 5½   | 20      |
| 12–14 | Kaszimdzsanov, Rusztam | Üzbegisztán               | 2695   | ½   | 0   | ½   | 0   | ½   | ½   | 0   | ½   | ½   | ½   | ½   | 1   | *   | ½   | 5½   | 20      |
| 12–14 | Eljanov, Pavel         | Ukrajna                   | 2693   | 0   | ½   | 0   | ½   | ½   | 0   | 1   | 1   | ½   | 0   | ½   | ½   | ½   | *   | 5½   | 20      |

### Jermuk, 2009. augusztus
A Jermukban rendezett GP versenyre 2009. augusztus 8–24. között került sor. A verseny átlag Élő-pontértéke 2719 volt, amely XIX. kategóriának felelt meg. A végeredmény:
| H.    | Név                    | Ország                    | Élő-p. | Iva | Gel | Aro | Ale | Kas | Lek | Kar | Elj | Kam | Bac | Jak | Ako | Ina | Cse | Össz | GP pont |
| ----- | ---------------------- | ------------------------- | ------ | --- | --- | --- | --- | --- | --- | --- | --- | --- | --- | --- | --- | --- | --- | ---- | ------- |
| 1     | Ivancsuk, Vaszil       | Ukrajna                   | 2703   | *   | 1   | ½   | 1   | ½   | ½   | ½   | ½   | ½   | ½   | 1   | ½   | ½   | 1   | 8½   | 180     |
| 2–3   | Gelfand, Borisz        | Izrael                    | 2755   | 0   | *   | 0   | ½   | 1   | 1   | ½   | ½   | ½   | ½   | ½   | 1   | 1   | 1   | 8    | 140     |
| 2–3   | Aronján, Levon         | Örményország              | 2768   | ½   | 1   | *   | 1   | 0   | ½   | ½   | 0   | 1   | ½   | 1   | ½   | 1   | ½   | 8    | 140     |
| 4–6   | Alekszejev, Jevgenyij  | Oroszország               | 2714   | 0   | ½   | 0   | *   | ½   | ½   | ½   | 1   | 1   | ½   | ½   | 1   | 1   | ½   | 7½   | 100     |
| 4–6   | Kaszimdzsanov, Rusztam | Üzbegisztán               | 2672   | ½   | 0   | 1   | ½   | *   | ½   | ½   | ½   | ½   | ½   | ½   | ½   | 1   | 1   | 7½   | 100     |
| 4–6   | Lékó, Péter            | Magyarország              | 2756   | ½   | 0   | ½   | ½   | ½   | *   | 1   | ½   | ½   | ½   | ½   | ½   | 1   | 1   | 7½   | 100     |
| 7     | Karjakin, Szergej      | Ukrajna                   | 2717   | ½   | ½   | ½   | ½   | ½   | 0   | *   | ½   | ½   | 1   | ½   | 1   | ½   | ½   | 7    | 80      |
| 8     | Eljanov, Pavel         | Ukrajna                   | 2716   | ½   | ½   | 1   | 0   | ½   | ½   | ½   | *   | 0   | ½   | ½   | ½   | ½   | 1   | 6½   | 70      |
| 9–10  | Kamsky, Gata           | Amerikai Egyesült Államok | 2717   | ½   | ½   | 0   | 0   | ½   | ½   | ½   | 1   | *   | ½   | 0   | ½   | 1   | ½   | 6    | 55      |
| 9–10  | Bacrot, Etienne        | Franciaország             | 2721   | ½   | ½   | ½   | ½   | ½   | ½   | 0   | ½   | ½   | *   | 1   | ½   | 0   | ½   | 6    | 55      |
| 11–12 | Jakovenko, Dimitrij    | Oroszország               | 2760   | ½   | ½   | 0   | ½   | ½   | ½   | ½   | ½   | 1   | 0   | *   | ½   | 0   | 0   | 5    | 35      |
| 11–12 | Hakobján, Vladimir     | Örményország              | 2712   | 0   | 0   | ½   | ½   | ½   | ½   | 0   | ½   | ½   | ½   | ½   | *   | ½   | ½   | 5    | 35      |
| 13    | Inarkiev, Ernyesto     | Oroszország               | 2675   | ½   | 0   | 0   | 0   | 0   | 0   | ½   | ½   | 0   | 1   | 1   | ½   | *   | ½   | 4½   | 20      |
| 14    | Cseparinov, Ivan       | Bulgária                  | 2678   | 0   | 0   | ½   | 0   | 0   | 0   | ½   | 0   | ½   | ½   | 1   | ½   | ½   | *   | 4    | 10      |

### Asztrahány, 2010. május
Az Asztrahányban rendezett GP versenyre 2010. május 9–25. között került sor. A verseny átlag Élő-pontértéke 2730 volt, amely XX. kategóriának felelt meg. A végeredmény:
| H.    | Név                   | Ország       | Élő-p. | Elj | Gas | Jak | Mam | Ale | Gel | Pon | Lek | Rad | Wan | Svi | Iva | Ina | Ako | Össz | GP pont |
| ----- | --------------------- | ------------ | ------ | --- | --- | --- | --- | --- | --- | --- | --- | --- | --- | --- | --- | --- | --- | ---- | ------- |
| 1     | Eljanov, Pavel        | Ukrajna      | 2751   | *   | ½   | ½   | ½   | 0   | ½   | 0   | 1   | 1   | 1   | ½   | ½   | 1   | 1   | 8    | 180     |
| 2–6   | Ponomarjov, Ruszlan   | Ukrajna      | 2733   | 1   | 1   | 0   | ½   | ½   | ½   | *   | ½   | ½   | ½   | 1   | 1   | ½   | ½   | 7    | 116     |
| 2–6   | Jakovenko, Dimitrij   | Oroszország  | 2725   | ½   | ½   | *   | ½   | ½   | ½   | 1   | ½   | ½   | ½   | ½   | ½   | ½   | ½   | 7    | 116     |
| 2–6   | Radzsabov, Tejmur     | Azerbajdzsán | 2740   | 0   | ½   | ½   | 1   | ½   | ½   | ½   | ½   | *   | ½   | ½   | ½   | ½   | 1   | 7    | 116     |
| 2–6   | Mamedjarov, Sahrijar  | Azerbajdzsán | 2763   | ½   | ½   | ½   | *   | 1   | 0   | ½   | 1   | 0   | ½   | ½   | ½   | 1   | ½   | 7    | 116     |
| 2–6   | Alekszejev, Jevgenyij | Oroszország  | 2700   | 1   | ½   | ½   | 0   | *   | ½   | ½   | 0   | ½   | ½   | ½   | ½   | 1   | 1   | 7    | 116     |
| 7–9   | Gashimov, Vugar       | Azerbajdzsán | 2734   | ½   | *   | ½   | ½   | ½   | ½   | 0   | 0   | ½   | ½   | ½   | 1   | 1   | ½   | 6½   | 70      |
| 7–9   | Lékó, Péter           | Magyarország | 2735   | 0   | 1   | ½   | 0   | 1   | ½   | ½   | *   | ½   | ½   | ½   | ½   | ½   | ½   | 6½   | 70      |
| 7–9   | Vang Jüe              | Kína         | 2752   | 0   | ½   | ½   | ½   | ½   | ½   | ½   | ½   | ½   | *   | ½   | ½   | ½   | 1   | 6½   | 70      |
| 10–11 | Szvidler, Peter       | Oroszország  | 2735   | ½   | ½   | ½   | ½   | ½   | 1   | 0   | ½   | ½   | ½   | *   | ½   | 0   | ½   | 6    | 45      |
| 10–11 | Gelfand, Boris        | Izrael       | 2741   | ½   | ½   | ½   | 1   | ½   | *   | ½   | ½   | ½   | ½   | 0   | ½   | 0   | ½   | 6    | 45      |
| 12–14 | Ivancsuk, Vaszil      | Ukrajna      | 2741   | ½   | 0   | ½   | ½   | ½   | ½   | 0   | ½   | ½   | ½   | ½   | *   | 0   | 0   | 5½   | 20      |
| 12–14 | Hakobján, Vladimir    | Örményország | 2694   | 0   | ½   | ½   | ½   | 0   | ½   | ½   | ½   | 0   | 0   | ½   | 1   | 1   | *   | 5½   | 20      |
| 12–14 | Inarkiev, Ernyesto    | Oroszország  | 2669   | 0   | 0   | ½   | 0   | 0   | 1   | ½   | ½   | ½   | ½   | 1   | 1   | *   | 0   | 5½   | 20      |

## A végeredmény
Az első helyezések pontjai vastaggal lettek jelölve. Zárójelben a végeredmény számításánál figyelembe nem vett leggyengébb eredmény. Zöld színnel azok a versenyzők lettek kiemelve, akik valamilyen formában kvalifikációt szereztek a világbajnokjelöltek versenyére.
A kiírás szerint az első két helyezett jutott tovább a világbajnokjelöltek versenyére. Mivel azonban ebben a világbajnoki ciklusban Magnus Carlsen visszalépett a világbajnoki küzdelmektől, a harmadik helyezett Alekszandr Griscsuk később szintén továbbjutott. Gata Kamsky a 2010-es sakkvilágbajnokság kihívó mérkőzésének veszteseként, Borisz Gelfand a 2009-es sakkvilágkupa győzteseként, Magnus Carlsen Élő-pontszáma alapján vehetett részt a 2012-es sakkvilágbajnokság világbajnokjelöltek versenyén. Sahrijar Mamedjarov a rendező bizottság szabadkártyájával szerzett jogot az ottani indulásra.
|    | Versenyző             | Ország                    | Baku            | Sochi           | Elista          | Nalchik         | Jermuk          | Astrakhan    | Vers. | Legj.3 |
| -- | --------------------- | ------------------------- | --------------- | --------------- | --------------- | --------------- | --------------- | ------------ | ----- | ------ |
| 1  | Levon Aronján         | Örményország              | –               | 180             | –               | 180             | 140             | –            | 3     | 500    |
| 2  | Tejmur Radzsabov      | Azerbajdzsán              | (60)            | 150             | 153⅓            | –               | –               | 116          | 4     | 419⅓   |
| 3  | Alekszandr Griscsuk   | Oroszország               | 105             | (45)            | 153⅓            | 105             | –               | –            | 4     | 363⅓   |
| 4  | Dmitrij Jakovenko     | Oroszország               | –               | 90              | 153⅓            | –               | (35)            | 116          | 4     | 359⅓   |
| 5  | Vang Jüe              | Kína                      | 153⅓            | 120             | 80              | –               | –               | (70)         | 4     | 353⅓   |
| 6  | Vugar Gashimov        | Azerbajdzsán              | 153⅓            | (65)            | 110             | –               | –               | 70           | 4     | 333⅓   |
| 7  | Lékó Péter            | Magyarország              | –               | –               | 80              | 140             | 100             | (70)         | 4     | 320    |
| 8  | Sahrijar Mamedjarov   | Azerbajdzsán              | 105             | –               | 80              | (55)            | –               | 116          | 4     | 301    |
| 9  | Jevgenyij Alekszejev  | Oroszország               | –               | –               | (35)            | 85              | 100             | 116          | 4     | 301    |
| 10 | Pavel Eljanov         | Ukrajna                   | not qualified   | not qualified   | 35              | (20)            | 70              | 180          | 4     | 285    |
| 11 | Borisz Gelfand        | Izrael                    | –               | (30)            | –               | 85              | 140             | 45           | 4     | 270    |
| 12 | Vaszil Ivancsuk       | Ukrajna                   | –               | 65              | –               | 20              | 180             | (20)         | 4     | 265    |
| 13 | Étienne Bacrot        | Franciaország             | (15)            | –               | 80              | 105             | 55              | –            | 4     | 240    |
| 14 | Gata Kamsky           | Amerikai Egyesült Államok | 60              | 120             | –               | 55              | (55)            | –            | 4     | 235    |
| 15 | Szergej Karjakin      | Ukrajna                   | 60              | 90              | –               | (55)            | 80              | –            | 4     | 230    |
| 16 | Peter Szvidler        | Oroszország               | 85              | 90              | –               | 55              | –               | (45)         | 4     | 230    |
| 17 | Rusztam Kaszimdzsanov | Üzbegisztán               | nem kvalifikált | nem kvalifikált | 80              | 20              | 100             | –            | 3     | 200    |
| 18 | Vladimir Hakobján     | Örményország              | nem kvalifikált | nem kvalifikált | (15)            | 140             | 35              | 20           | 4     | 195    |
| 19 | Ivan Cseparinov       | Bulgária                  | 35              | 45              | 50              | –               | (10)            | –            | 4     | 130    |
| 20 | Ruszlan Ponomarjov    | Ukrajna                   | nem kvalifikált | nem kvalifikált | nem kvalifikált | nem kvalifikált | nem kvalifikált | 116          | 1     | 116    |
| 21 | Ernyeszto Inarkiev    | Oroszország               | 15              | –               | (15)            | –               | 20              | 20           | 4     | 55     |
| –  | Magnus Carlsen        | Norvégia                  | 153⅓            | –               | visszalépett    | visszalépett    | visszalépett    | visszalépett | 1     |        |
| –  | Michael Adams         | Anglia                    | 85              | –               | visszalépett    | visszalépett    | visszalépett    | visszalépett | 1     |        |
| –  | David Navara          | Csehország                | 35              | 15              | –               | –               | kizárva         | kizárva      | 2     |        |
| –  | Mohamad Al-Modiahki   | Katar                     | –               | 15              | kizárva         | kizárva         | kizárva         | kizárva      | 1     |        |
| –  | Yannick Pelletier     | Svájc                     | –               | –               | kizárva         | kizárva         | kizárva         | kizárva      | 0     |        |